# Pseudomonas syringae

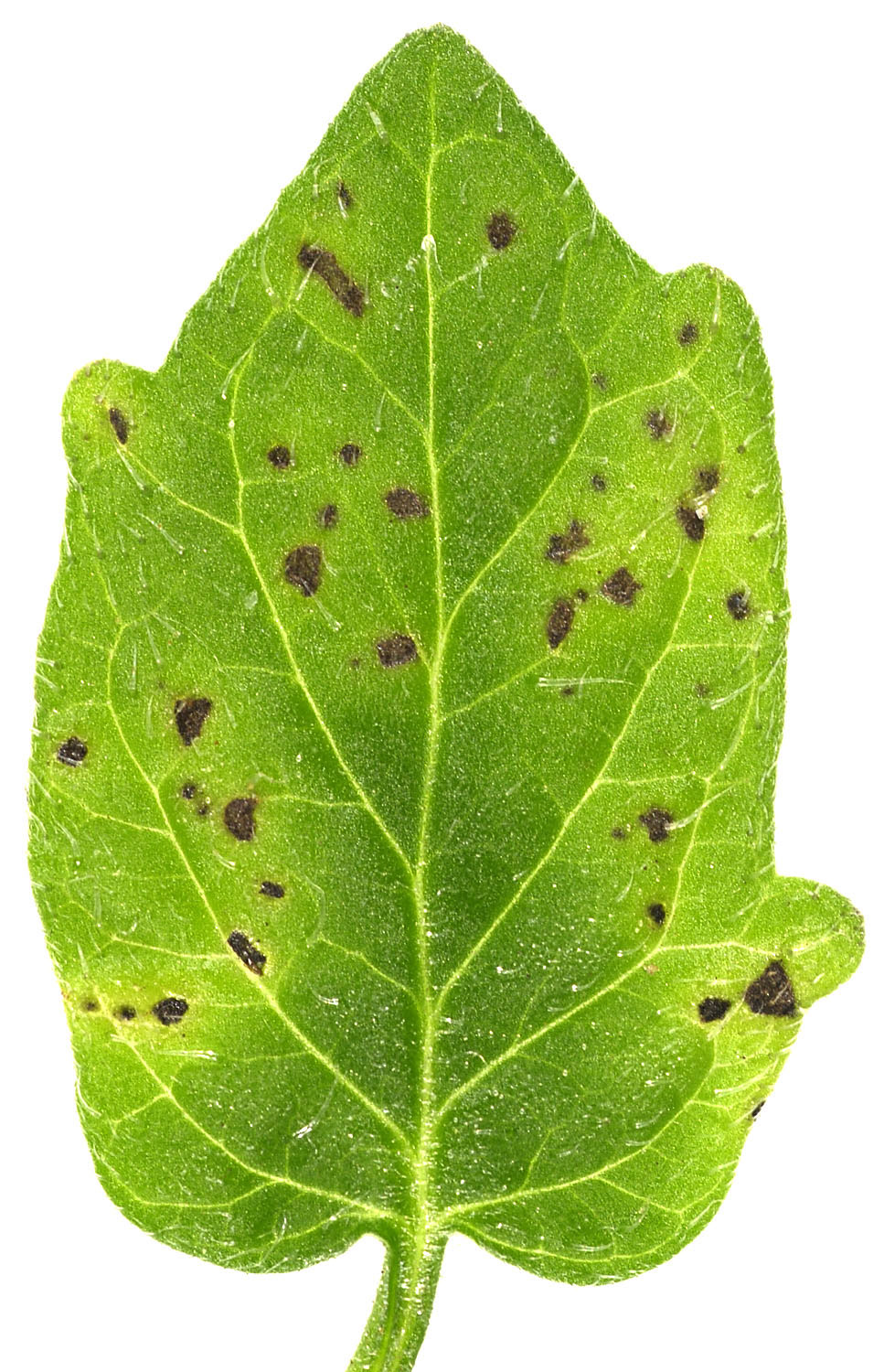
Plamy na liściu pomidora zainfekowanym przez P. syringae

Pseudomonas syringae – gatunek gramujemnych, szeroko na świecie rozprzestrzenionych bakterii. Według ankiety przeprowadzonej w 2012 r. wśród fitopatologów przez czasopismo Molecular Plant Pathology zajmuje pierwsze miejsce na liście najgroźniejszych bakteryjnych patogenów roślin. W Polsce i w wielu krajach świata ma status organizmu kwarantannowego.

## Charakterystyka
Jest to biegunowo urzęsiona bakteria przyjmująca kształt prostych lub nieznacznie wygiętych pałeczek. Oddycha tlenowo, używając tlenu jako ostatecznego akceptora elektronów, przeprowadzając denitryfikację. Jest katalazododatnia, chemoorganotroficzna, nie tworzy endospor. Potrafi rozkładać wiele węglowodorów, związków aromatycznych. Z powodu braku enzymu dehydrolaza argininowa nie potrafi rozkładać argininy. Gatunek ten charakteryzuje się także brakiem swoistej oksydazy cytochromu C w łańcuchu transportu elektronów oddechowych. Ma wiele biegunów polarnych, wykorzystywanych do poruszania się. Jest to przystosowanie do pasożytniczego trybu życia.

## P. syringaejako patogen roślin
Gatunek został po raz pierwszy wyizolowany i opisany przez Van Halla w 1904 r. na lilaku pospolitym (Syringa vulgaris), gdzie rozwijał się jako pasożyt. Potem jednak zaczęto go wykrywać na licznych gatunkach roślin, również jako pasożyta. Opisano wiele jego szczepów. Każdy z nich jest monofagiem pasożytującym na określonym gatunku roślin. Łącznie opisano ponad 50 szczepów tego gatunku.
Większość szczepów to pasożyty roślin. P. syringae infekuje rośliny poprzez rany, zarówno te powstałe w wyniku uszkodzeń mechanicznych, jak i drobne ranki wytworzone przez żerujące na roślinach szkodniki. Poszczególne szczepy P. syringae wywołują u roślin choroby zwane bakteriozami. Wśród roślin uprawnych w Polsce jest sprawcą licznych chorób: bakterioza lilaka, bakterioza obwódkowa traw, bakterioza pora, bakteryjna brązowa plamistość fasoli, bakteryjna cętkowatość pomidora, bakteryjna kanciasta plamistość ogórka, bakteryjna nekroza liści cebuli, bakteryjna plamistość cynii, bakteryjna plamistość dalii, bakteryjna plamistość groszku pachnącego, bakteryjna plamistość liści buraka, bakteryjna plamistość liści kolendry, bakteryjna plamistość liści koniczyny, bakteryjna plamistość liści pszenicy, bakteryjna plamistość liści selera, bakteryjna plamistość liści tytoniu, bakteryjna plamistość liści winorośli, bakteryjna plamistość lwiej paszczy, bakteryjna plamistość pierwiosnka, czarna plamistość ostróżki, czernienie nasady plew pszenicy, gnicie róż kalafiora, pasiasta bakterioza traw, rak bakteryjny brzoskwini, rak bakteryjny czereśni ptasiej, rak bakteryjny drzew owocowych, rak bakteryjny śliwy. P. syringae atakuje także wiele innych roślin, zarówno dziko rosnących, jak i uprawnych. M.in. są to: klon, kasztanowiec zwyczajny, aktinidia smakowita, burak zwyczajny, jęczmień, groch, soja warzywna.

## Badania naukowe nadP. syringae
P. syringae jest prawdopodobnie najlepiej zbadanym bakteryjnym patogenem roślinnym do tej pory. Dzieje się tak dlatego, gdyż służy on jako modelowy organizm do badania zależności między roślinami a bakteryjnymi patogenami. Przy okazji licznych przeprowadzonych na nim badań naukowych wykazano, że ma on wiele charakterystycznych cech metabolizmu. wykazuje na przykład wysoką odporność na miedź i antybiotyki. Ma geny kodujące odporność na kationowe peptydy antybakteryjne i antybiotyki. Z czasem okazało się, że istnieją także niepasożytnicze szczepy tego gatunku. Są wykorzystywane do zwalczania grzybów powodujących gnicie owoców i warzyw po zbiorze. Wykazano także, że mają one zdolność zapobiegania i ograniczania skutków działania mrozu na rośliny uprawne. W genomie P. syringae zidentyfikowano gen odpowiedzialny za wytwarzanie białka powodującego wytwarzanie lodu. Dzięki wyeliminowaniu genów odpowiedzialnych za produkcję tego białka u roślin można uniknąć znacznej liczby uszkodzeń mrozowych wśród roślin uprawnych. Może to być wykorzystane także do produkcji sztucznego śniegu przez ośrodki narciarskie w warunkach zbyt wysokiej temperatury, uniemożliwiającej jego wytwarzanie tradycyjną metodą.